# Podhájí (Horšovský Týn)
Podhájí je vesnice,[zdroj?] část města Horšovský Týn v okrese Domažlice v Plzeňském kraji. Nachází se tři kilometry jihozápadně od Horšovského Týna. Je zde evidováno 144 adres. V roce 2011 zde trvale žilo 45 obyvatel.
Podhájí leží v katastrálním území Horšovský Týn o výměře 19,77 km².

## Historie
Podhájí vzniklo k 1. lednu 1982 jako část města Horšovský Týn v okrese Domažlice.

## Obyvatelstvo
| Rok            | 1869 | 1880 | 1890 | 1900 | 1910 | 1921 | 1930 | 1950 | 1961 | 1970 | 1980 | 1991 | 2001 | 2011 | 2021 |
| -------------- | ---- | ---- | ---- | ---- | ---- | ---- | ---- | ---- | ---- | ---- | ---- | ---- | ---- | ---- | ---- |
| Počet obyvatel | 0    | 0    | 0    | 0    | 0    | 0    | 0    | 0    | 0    | 0    | 0    | 0    | 0    | 45   | 0    |
| Počet domů     | 0    | 0    | 0    | 0    | 0    | 0    | 0    | 0    | 0    | 0    | 0    | 0    | 0    | 28   | 0    |

## Další fotografie

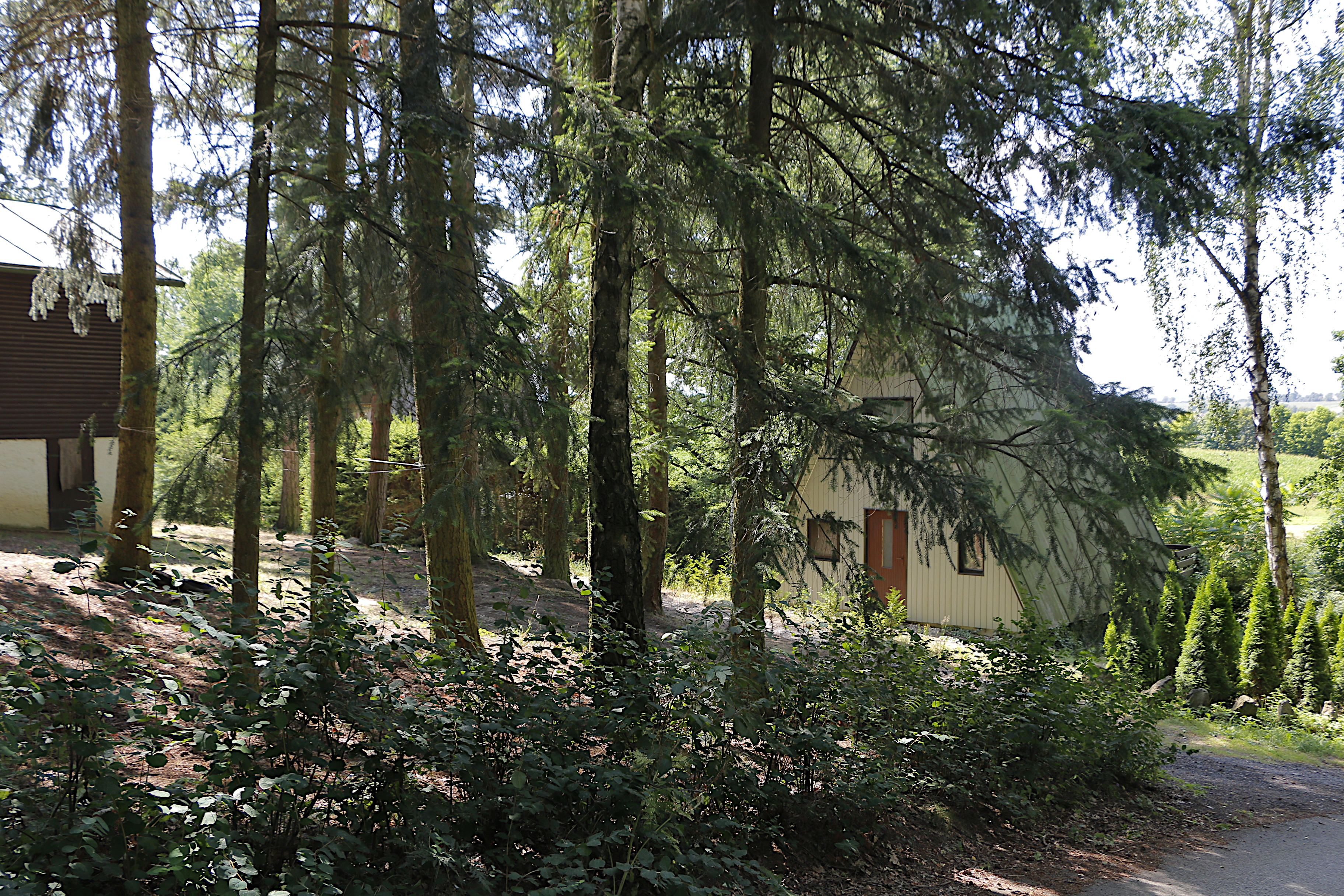
Chaty v lese
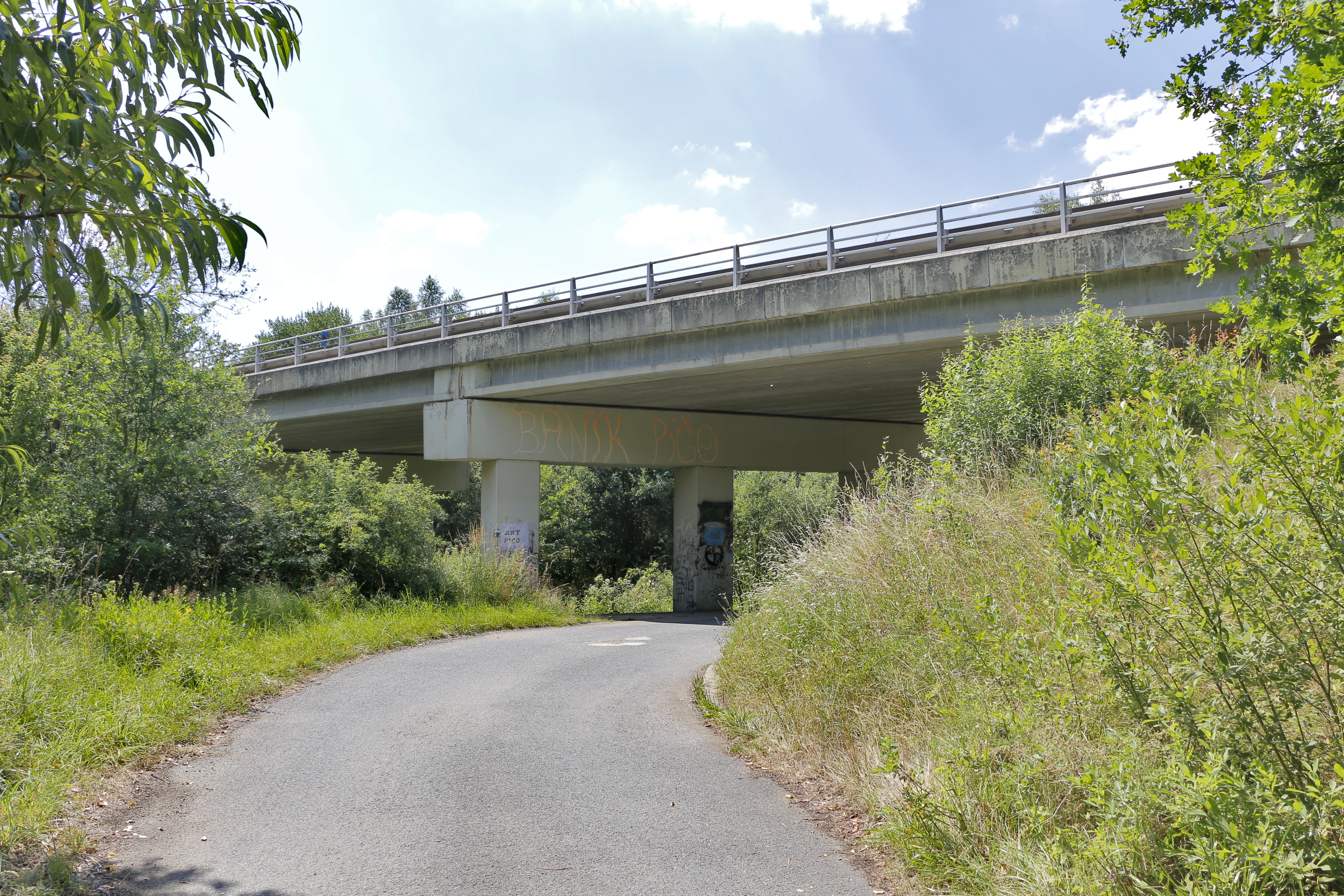
Příjezdová silnice
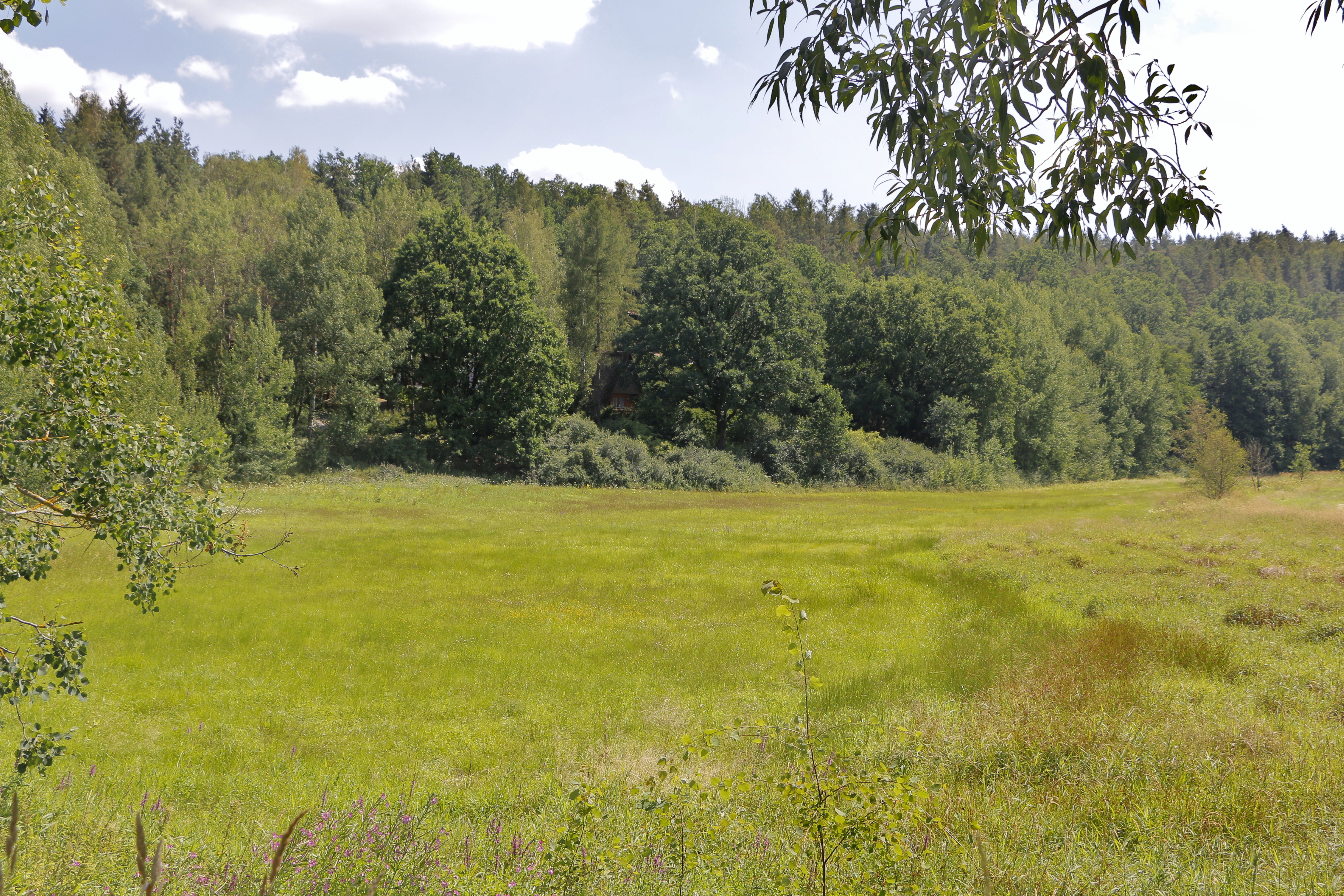
Louka u vesnice